# Барроу-ин-Фернесс

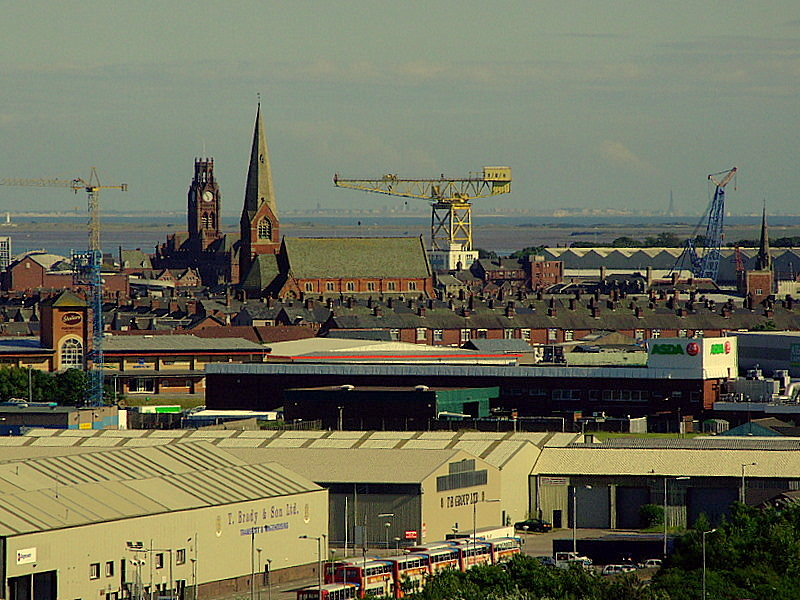
Барроу-ин-Фёрнесс

Ба́рроу-ин-Фе́рнесс (англ. Barrow-in-Furness) — промышленный и портовый город в Англии, в графстве Камбрия, административный центр района Барроу-ин-Фарнесс.
Город расположен примерно в 350 км к северо-западу от Лондона и в 97 км от границы с Шотландией.
До XIX века Барроу-ин-Фернесс был небольшой рыбацкой деревней, но в результате промышленной революции в Англии и строительства железной дороги Барроу-ин-Фернесс стал активно развиваться и использовался для экспорта стали. Естественная гавань, которой обладал быстро развивающийся город, позволила построить отличный порт и судоверфи. Верфи Барроу-ин-Фёрнесс приобрели специализацию по строительству военных кораблей, с 1960-х на верфях больше строятся атомные подводные лодки. После окончания холодной войны, в связи с уменьшением заказов от королевских ВМС, город пережил высокий уровень безработицы.